# Fratelli Brancondi
I fratelli Paolo (Porto Recanati, 16 luglio 1906 – Castelfidardo, 29 giugno 1944) e 
Bruno Brancondi (Porto Recanati, 14 agosto 1921 – Castelfidardo, 29 giugno 1944) furono due importanti figure di attivisti dell'antifascismo e della Resistenza italiana nel  maceratese.
Furono barbaramente uccisi dai nazisti nelle campagne di Castelfidardo, due giorni prima del passaggio del fronte.

## Biografia
Nacquero da una ricca famiglia  lauretana. Paolo conseguì la laurea in ingegneria a Friburgo. Bruno aveva seguito studi classici e frequentava ingegneria all'Università di Pisa.

## Inquadramento storico
Dopo l'armistizio del 1943, la Resistenza si organizzò in vari “Gruppi di Azione Patriottica” o GAP, poco collegati fra loro ed eterogenei per ideologie; comuni erano invece i tentativi di sabotaggio ai danni delle truppe tedesche e fasciste, l'approvvigionamento di armi da inviare nelle zone montane ed il reclutamento di staffette per i collegamenti tra le diverse zone.
Nell'aprile del 1944 Loreto fu occupata dall'esercito tedesco; di contro, nel mese successivo, si costituì un locale “Comitato di Liberazione Nazionale” e, parallelamente, il “Gruppo Brancondi”, con a capo l'ingegner Paolo, tornato da Pontedera dove lavorava alla Piaggio.
Il Gruppo era composto da ufficiali e uomini di cultura, tra cui suo fratello Bruno (più giovane di quindici anni).
Presero presto contatto con i comandi della Resistenza delle zone montane e con il cappellano francese Mons. Delattre, addetto al controllo delle chiamate telefoniche tra la Prefettura e il Comando tedesco; l'intento della formazione partigiana era quello di catturare spie fasciste su segnalazione di Radio Bari ed il sabotaggio delle linee telefoniche e telegrafiche e dei collegamenti stradali.
Paolo Brancondi, pur schierato, era comunque un moderato e godeva della stima di tutti (fu infatti chiamato a organizzare una locale “Guardia Civica di Sicurezza Pubblica” che doveva collaborare con i carabinieri per il mantenimento dell'ordine pubblico).

### Il sequestro di Marchionni
Il 20 giugno il gruppo Brancondi decise di tenere temporaneamente segregato Mario Marchionni, un noto fascista; poiché questi fungeva da interprete con i nazisti, impedirne l'attività, nell'intento del gruppo, significava rallentare la caccia dei partigiani. 
Quando questi riuscì in qualche modo a liberarsi, venne raggiunto dalle guardie partigiane e malmenato, nonostante le disposizioni di Brancondi che, accortosi delle percosse, rimproverò le guardie e lasciò libero il Marchionni, errore che gli fu fatale.
Infatti il Comando Tedesco apprese il fatto e considerò Brancondi responsabile della vicenda. Fu ordinata una perquisizione nella loro casa, ma gran parte del materiale compromettente era già stato occultato grazie all'avvertimento di un sacerdote.
Sfortunatamente però vennero rinvenute due pistole e bracciali con coccarde tricolori e dalla carta carbone di una macchina da scrivere si poté risalire ai componenti del gruppo.
I tedeschi arrestarono i presenti, tra cui la moglie e il fratello di Paolo e minacciarono Lamberto, cugino dei Brancondi, che se l'ingegnere non si fosse presentato l'indomani entro le 10, sarebbero stati tutti fucilati. 

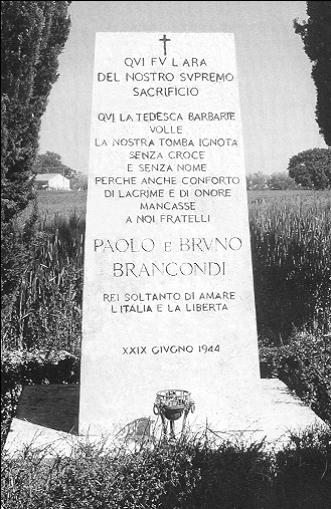
La stele che ricorda il luogo dell'esecuzione, presso Castelfidardo

### L'esecuzione
Qualche ora dopo Paolo, informato dei fatti, decise di costituirsi per salvare la vita della moglie e del fratello. Alle 21,30 si recò al Comando tedesco; nella notte, durante l'interrogatorio, venne violentemente pestato. Quindi venne letta loro la sentenza: i fratelli Brancondi venivano condannati a morte per detenzione di armi. Paolo chiese la salvezza per il fratello, ma non ottenne risposta.
Alle 23,30 furono portati in camion lungo l'ex statale 16 e vennero fucilati: Paolo con due colpi, uno al cuore l'altro alla testa; Bruno con un solo colpo al cuore.
I corpi furono poi occultati in una buca scavata come ricovero antiaereo che fu prontamente ricoperta di terra.
Dopo due soli giorni a Loreto sarebbero arrivati gli alleati.
I corpi furono ritrovati a distanza di circa dieci giorni, grazie alla segnalazione di alcuni contadini che avevano notato dei tedeschi ubriachi nella zona.
Il 13 luglio fu eseguita l'autopsia nella cappella mortuaria del cimitero. Oltre ai colpi d'arma da fuoco, Paolo presentava fratture per le percosse subite. Il 14 (anniversario della morte del padre) si tenne il funerale. 
Finita la guerra, Mario Marchionni fu arrestato, processato e condannato a parecchi anni di carcere, ma beneficiò dell'amnistia generale.

### La memoria
A Paolo Brancondi è stata concessa la medaglia d'argento al valor militare alla memoria. Loreto e Castelfidardo hanno intitolato ai due martiri una via; Porto Recanati la piazza principale.
Il musicista e musicologo Giovanni Tebaldini, che che all’epoca dei fatti viveva tra Loreto e San Benedetto del Tronto e tenne un dettagliato diario, compose un ispirato brano per orchestra intitolato Epicedio (canto funebre), per onorare la loro memoria « ed elevare l’eroico atto sacrificale alla dimensione mistico-cosmica. »